# 抛物线

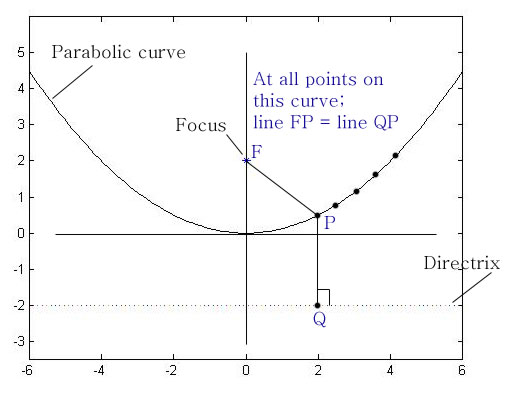
抛物线、準線L與焦點F

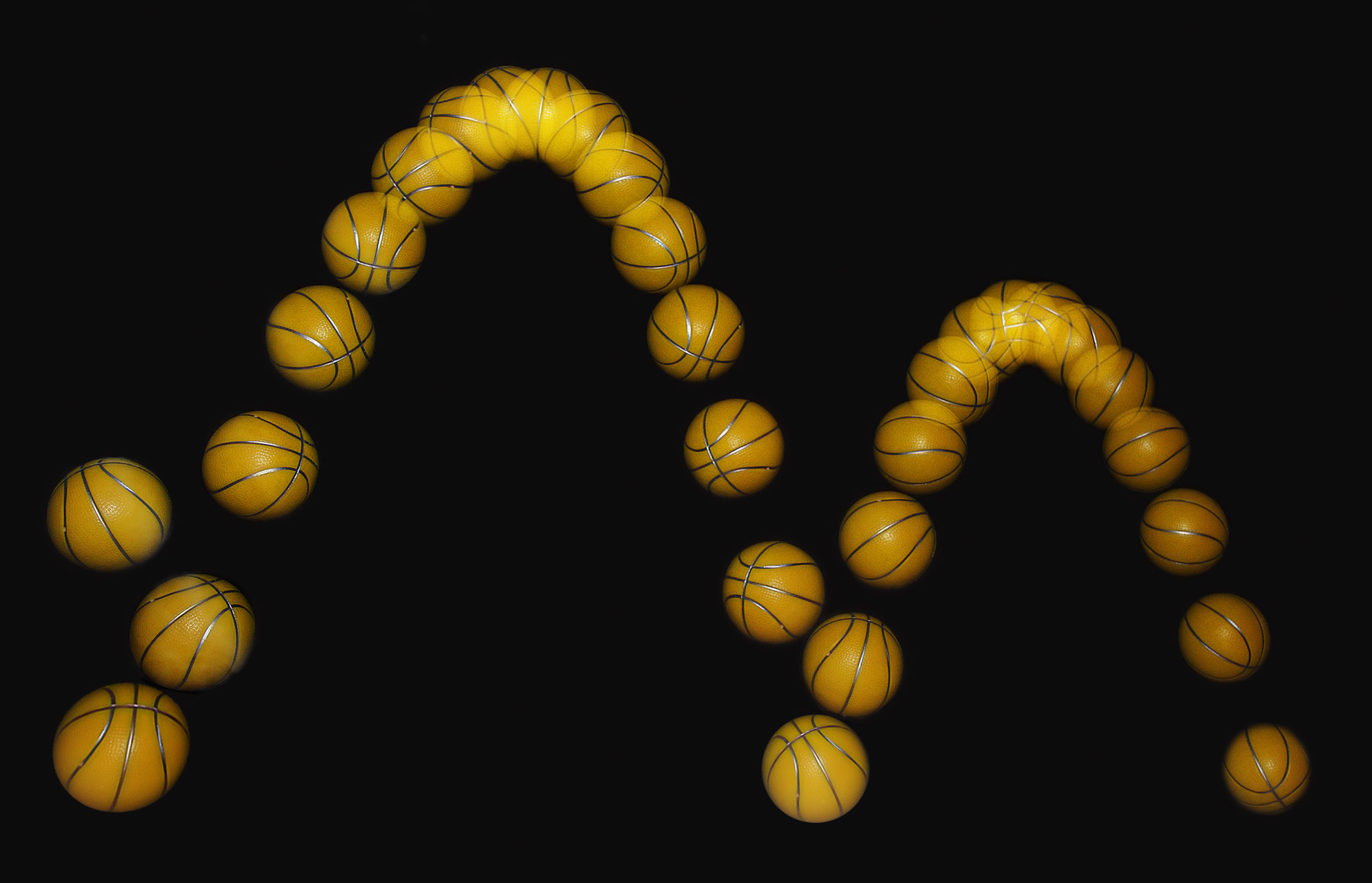
每秒30次拍摄的跳跃的球所形成的抛物线轨迹

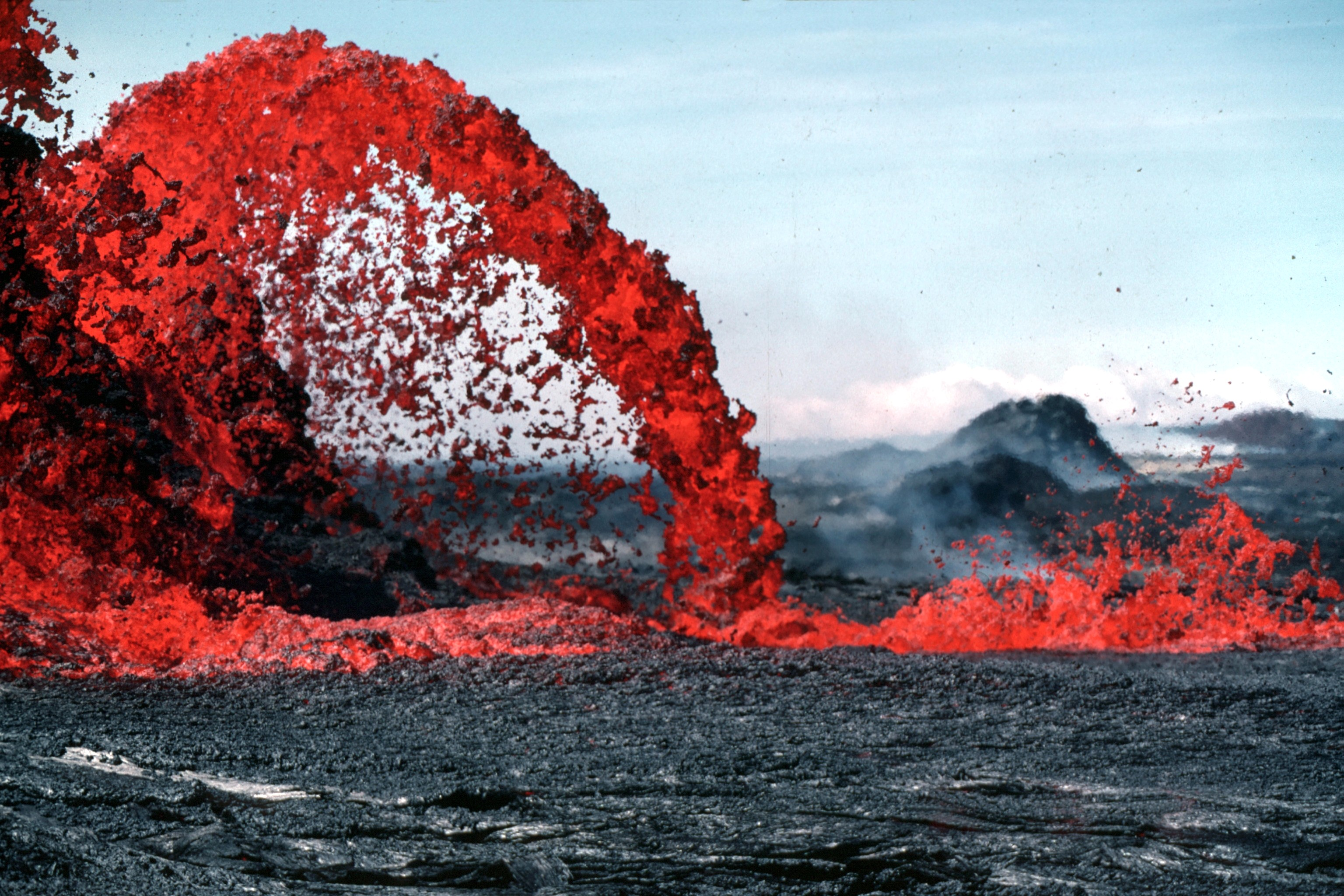
拋物線形熔岩流

抛物线（parabola）属一種圓錐曲線，定义是在一個平面内，此線上的每一點 {\displaystyle P_{i}}，其與一個固定点 {\displaystyle F} 之間的距離等於 {\displaystyle P_{i}} 與一条不經過此点 {\displaystyle F} 的固定直线 {\displaystyle L} 之間的距离相等。这固定点 {\displaystyle F} 叫做抛物线的「焦点」，固定直线 {\displaystyle L} 叫做抛物线的「准线」。抛物线的离心率 {\displaystyle e} 必为1。

## 术语
- 准线、焦点：见上。
- 轴：抛物线是轴对称图形，它的对称轴简称轴。
- 顶点：抛物线与它的轴的交点叫做抛物线的顶点。
- 弦：抛物线的弦是连接抛物线上任意两点的线段。
  - 焦弦：抛物线的焦弦是经过抛物线焦点的弦。
    - 正焦弦：抛物线的正焦弦是垂直于轴的焦弦。
- 直径：抛物线的直径是抛物线一组平行弦中点的轨迹。这条直径也叫这组平行弦的共轭直径。
  - 主要直径：抛物线的主要直径是抛物线的轴。

拋物線即把物體拋擲出去，落在遠處地面，這物體在空中經過的曲線。

## 性质

### 光学性质
在焦点上的点光源发出的光线，经抛物线反射后平行于抛物线的对称轴。典型应用如手电筒。

### 焦弦性质
- 过抛物线焦弦两端的切线的交点在抛物线的准线上；

- 过抛物线焦弦两端的切线互相垂直；

- 以抛物线焦弦为直径的圆与抛物线的准线相切；

- 过抛物线焦弦两端的切线的交点与抛物线的焦点的连线和焦点弦互相垂直；

- 过焦弦两端的切线的交点与焦弦中点的连线，被抛物线所平分；

- 过焦弦的一端作准线的垂线，垂足、頂点和焦弦的另一端点三点共线；

- 由焦弦两端分别作准线的垂线，两垂足与抛物线焦点的连线互相垂直；

## 在解析几何中

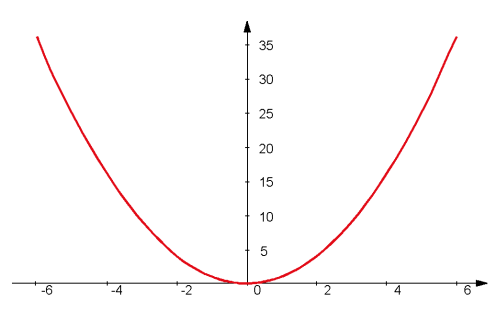
的圖象

### 标准方程
抛物线的标准方程有四个：

{\displaystyle y^{2}=2px\quad \left(p>0\right)}（开口向右）；

{\displaystyle y^{2}=-2px\quad \left(p>0\right)}（开口向左）；

{\displaystyle x^{2}=2py\quad \left(p>0\right)}（开口向上）；

{\displaystyle x^{2}=-2py\quad \left(p>0\right)}（开口向下）；

（p为焦准距）
- 在抛物线{\displaystyle y^{2}=4cx\quad \left(c>0\right)}中，焦点是{\displaystyle F\left(c,0\right)}，准线{\displaystyle l}的方程是{\displaystyle x=-c}；
- 在抛物线{\displaystyle y^{2}=-4cx\quad \left(c>0\right)}中，焦点是{\displaystyle F\left(-c,0\right)}，准线{\displaystyle l}的方程是{\displaystyle x=c}；
- 在抛物线{\displaystyle x^{2}=4cy\quad \left(c>0\right)}中，焦点是{\displaystyle F\left(0,c\right)}，准线{\displaystyle l}的方程是{\displaystyle y=-c}；
- 在抛物线{\displaystyle x^{2}=-4cy\quad \left(c>0\right)}中，焦点是{\displaystyle F\left(0,-c\right)}，准线{\displaystyle l}的方程是{\displaystyle y=c}；
  - c=焦點至頂點之距離的絕對值

### 参数方程
焦点在 x 轴正半轴的抛物线参数方程为：
{\displaystyle {\begin{cases}x=2pt^{2}\\y=2pt\end{cases}}}

### 依據基礎定義的公式
拋物線上任意一點P{\displaystyle (x,y)}至準線{\displaystyle ax+by+c=0}之距離與P至焦點C{\displaystyle (C_{1},C_{2})}的距離恆等

故得{\displaystyle {\sqrt {(x-C_{1})^{2}+(y-C_{2})^{2}}}={\frac {|ax+by+c|}{\sqrt {a^{2}+b^{2}}}}}
抛物线的准线方程：将抛物线的方程化为标准形式： 
抛物线的方程：{\displaystyle y^{2}=2px}，焦点在x轴上 
它的准线为：{\displaystyle x=-{\frac {1}{2}}p}
抛物线的方程：{\displaystyle x^{2}=2py}，焦点在y轴上 
它的准线为：{\displaystyle y=-{\frac {1}{2}}p}

### 抛物线 y^{2} = 4cx 的相关术语

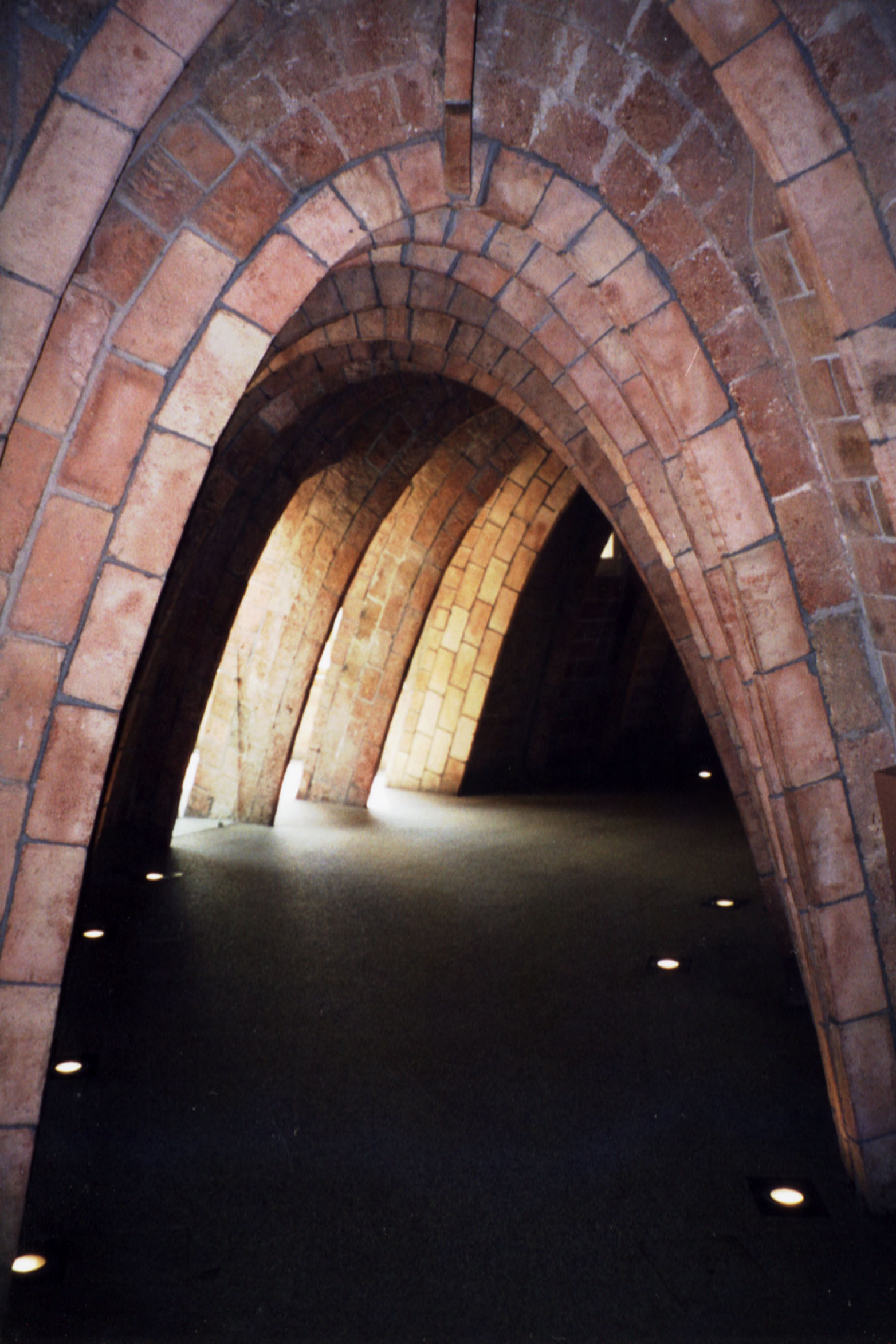
安東尼·高第所設計的米拉公寓的拱型結構

### 抛物线 y2= 4cx 的相关术语
- 拋物線平移{\displaystyle (y-k)^{2}=4c(x-h)}是自頂點{\displaystyle (0,0)}（上式）移至頂點{\displaystyle (h,k)}

1. 截距：抛物线在{\displaystyle x}轴和{\displaystyle y}轴上的截距都是{\displaystyle 0}，也就是说，抛物线经过坐标原点，这个点是抛物线的顶点。
2. 对称性：抛物线关于{\displaystyle x}轴对称。
3. 范围：因为{\displaystyle y=\pm 2{\sqrt {cx}}\quad (p>0)}，所以当{\displaystyle x\geq 0}时，y才有实数值。又因为{\displaystyle x={\frac {y^{2}}{4c}}}，所以{\displaystyle y}可取任何实数值。当{\displaystyle x}增大时，{\displaystyle y}的绝对值也随之增大，因此该抛物线在{\displaystyle y}轴的右侧向上、向下无限伸展。
4. 离心率：抛物线上一点到焦点的距离与这一点到准线的距离的比叫做抛物线的离心率。抛物线的离心率等于{\displaystyle 1}。

### 過拋物線上一點 (x0, y0) 之切線方程式公式
若拋物線方程式為：{\displaystyle (y-k)^{2}=4c(x-h)}，
則過此拋物線上一點{\displaystyle (x_{0},y_{0})}之切線方程式為
{\displaystyle (y_{0}-k)(y-k)=4c{\frac {(x_{0}-h)+(x-h)}{2}}}
若拋物線方程式為：{\displaystyle (x-h)^{2}=4c(y-k)}，
則過此拋物線上一點{\displaystyle (x_{0},y_{0})}之切線方程式為
{\displaystyle (x_{0}-h)(x-h)=4c{\frac {(y_{0}-k)+(y-k)}{2}}}
- 記憶方式：拋物線中的{\displaystyle x,y}項，二次项为两半，{\displaystyle x^{2}}改成{\displaystyle x_{0}\cdot x}，

{\displaystyle x}改成{\displaystyle {\frac {x_{0}+x}{2}}}，
{\displaystyle y^{2}}改成{\displaystyle y_{0}\cdot y}，
{\displaystyle y}改成{\displaystyle {\frac {y_{0}+y}{2}}}，
- 一般式{\displaystyle y=ax^{2}+bx+c}及{\displaystyle x=ay^{2}+by+c}亦同 ({\displaystyle a\neq 0})